# Sedum nevadense
Sedum nevadense là một loài thực vật có hoa trong họ Crassulaceae. Loài này được Coss. miêu tả khoa học đầu tiên năm 1852.